# شعب الورد (العدين)

تعديل مصدري - تعديل

شعب الورد محلة تابعة لقرية الرجمه والمريرة، التابعة لعزلة جبل بحري بمديرية العدين إحدى مديريات محافظة إب في الجمهورية اليمنية.، بلغ تعداد سكانها 120 حسب تعداد اليمن لعام 2004.